# Buena Vista
Buena Vista — бренд The Walt Disney Company, створений в 1953 р. Волтом Діснеєм. Штаб-квартира знаходиться в місті Бербанк, штат Каліфорнія, США. Бренд використовується кінодистриб'юторською компанією «Walt Disney Studios Motion Picture».

## Walt Disney Studios Motion Picture
Walt Disney Studios Motion Picture (або Buena Vista Film Distribution Co., Ltd.) — до 2007 р. власник бренду «Buena Vista». з 2007 р. більш відома як «Walt Disney Studios Motion Picture».
Ця кінодистриб'юторська компанія була заснована, як і цілий бренд «Buena Vista», в 1953 р. Волтом Діснеєм.